# Hermetizam
Hermetizam (lat. hermeticus, od grč. naziva za boga Hermesa), filozofski i religijski nauk o tajnim stvarima i učenjima.
Za hermetizam, kao izvor iz kojeg proizlazi šira tradicija hermetizma, može se reći da je posljedica sraza egipatske i helenističke kulture u stoljećima početka kršćanskog razdoblja.
Aleksandrija, grčko-egipatsko trgovačko, privredno i kulturno središte, postaje kulturni centar Sredozemlja pod pax romana.
Religijski, filozofski i kulturološki utjecaji slijevaju se u Aleksandriju. Egipatska tradicija u tome je snažno izražena. Zajedno s grčkim elementima, misterijima i filozofskim školama platonizma, neoplatonizma, stoicizma, neopitagoreizma, aleksandrijskog judaizma (posebice anđeologija i štovanje svete Knjige), s kršćanskim elementima (gnosticizam i ostali elementi), s perzijskim zoroastrizmom (odnos prema dobru i zlu) stvara se jedna sinteza religije, filozofije i prakse nazvana hermetizam. Treba spomenuti i ostale doktrine koje su djelovale na hermetizam, kao što je i hermetizam djelovao na njih. Uglavnom se tu misli na alkemiju i Jamblihovu teurgiju.
U Islamu, Hermetistički kult je prihvaćen kao Sabeanski, spomenut u Qur'an-u 830. godine.

## Knjige i spisi
Hermetizam se kao duhovno znanje prenosio i knjigama. One knjige koje se pripisuju Hermesu Trismegistosu nazivaju se hermetika, ali uobičajen je i latinski oblik, hermetica. One obrađuju poprilično široki raspon tema: kozmička načela, prirodu, redove bića, spoznavanje božanskog, misticizam, magiju, alkemiju i medicinu.
Znanstvenici danas tekstove hermetike dijele na dva dijela: filozofsku i religijsku hermetiku, i tehničku (magijsku i teurgijsku) hermetiku. Smatra se da tehnička hermetika datira između 1. i 4. stoljeća prije Krista, ali vjerojatno su neki tekstovi pisani prema već postojećim i ranijim modelima.
Najpoznatiji spis su Tabula Smaragdina s vrlo poznatim hermetičkim geslom "Kako gore, tako i dolje", no Corpus Hermeticum glasi kao najsveobuhvatnija.
Osim teksta Corpus Hermeticum, postoje i drugi tekstovi koji se pripisuju Hermesu Trismegistosu, a po definiciji jesu hermetika. Među njima je poznati Asklepije (izvorno Savršena rasprava), koji je i filozofski i magijski, zbirka hermetičkih tekstova Anthologium Ivana iz Stobija, Liber Hermetis, Opomena duši, te neki spisi pronađeni 1945. godine u Nag Hammadiju. Postoji također i određeni broj grčko-egipatskih magijskih papirusa za koje se tvrdi da su radovi Hermesa Trismegistosa. Jedan od njih je i dijalog između Izide i Horusa, nazvan Kore Kozmosu ili "Kći svemira".

## Učenja
Klement Aleksandrijski govori nam o 42 Hermesove knjige. Smatra ih vrlo važnima za rituale egipatskih svećenika. Četiri od njih naziva "Hermesovim astrološkim knjigama", a tekst je vrlo sličan onom koji se nalazi na zidinama egipatskog hrama u Edfuu.
Hermetizam u svojim misterijima proučava odnose mikrokozmosa (čovjeka) i makrokozmosa (univerzuma). Sveta knjiga Hermesa Asklepiju govori o astrološkoj botanici i mineralogiji, a Petnaest zvijezda, kamena, biljaka i likova govori o ljekovitim svojstvima.
Egipatski i grčki misteriji su se putem hermetizma i neoplatonizma snažno uobličili u alkemiji. Rani alkemijski radovi Bolosa Demokrita iz Mendsa, oko 200. god. pr. Kr., nam govore o supstancijama kao što su zlato, srebro i geme. Također, znamo da se neki alkemijski tekstovi počinju pojavljivati prije početka kršćanskog razdoblja pod imenom Hermesa, Agathodaimona, Izide i drugih.
Neki hermetički fragmenti sadrže tumačenje hermetičke kozmogeneze i razvitak ljudske duše, a egipatski utjecaj jako je izražen. Međutim, mnogi papirusi tumače i razne postupke, kao što su zatvaranje duše daimona ili anđela u kip uz pomoć biljaka, gema i mirisa, kako bi kipovi mogli govoriti i proricati.
Hermetički tekstovi su navođeni kao primjer kasnog helenskog sinkretizma zato što očituju obilježja magije, astrologije, alkemije, platonizma, stoicizma, misterija, ali i judaizma i gnostičke misli. Ovakvi utjecaji dominantni su u kasnom helenskom razdoblju.

## Hermes Trismegistos
Egiptaski Thoth je grčki Hermes, Hermes Trismegistos, "Triput Veliki Hermes", zaštitnik znanosti. Nazivan je i imenima: Tajanstevni, Nepoznati. Plotinov učenik Proklo kazuje o tom tajanstvenom bogu: "on stoji nad svakom vrstom uzroka; od smrtnog staništa vodi nas do pojmljive suštine i upravlja raznim skupinama duša."
U početku je Grčki Hermes jednak Thothu. On je kozmičko božanstvo, ali i ono koje se nalazi u srcima ljudi. Tradicionalni grčki Hermes nije nepoznat u magijskim papirusima, ali ime Thota češće se spominje. Hermes je isprva egiptiziran i ima atribute Thotha. To se može vidjeti kod njegovih titula, ali i iz svetkovine nazvane Hermetaea koja se podudara s jednom od glavnih Thothovih svetkovina. Velika popularnost kulta u Hermopolisu utjecala je na nadilaženje raznih kulturoloških prepreka i razvitak kasnijeg kozmopolitskog Hermesa Trismegistosa.
Smatra se da je transformacija Thotha u Hermesa Trismegistosa započela u kasnom razdoblju egipatske povijesti. Neki autori navode da se to događa oko 560. god. pr. Kr. pod grčkim utjecajem. Thoth-Hermes za vrijeme ptolomejskog i rimskog razdoblja inspirira veliku devociju. U kasnijem rimskom razdoblju pojavljuju se koine, grčko-egipatsko religijske rasprave u kojima je Hermes Trismegistos središnji lik.
Vjeruje se da u kasnijoj antici podrijetlo i identitet ovoga boga nisu potpuno jasni. Prema egipatskoj tradiciji on je bog, ali aleksandrijski Grci smatraju ga čovjekom.
Tekstovi hermetizma uglavnom opisuju Hermesa Trismegistosa kao sveca iz jednog davnog razdoblja, onoga koji je primio objavljenje nebeskog svijeta i koji razgovara s bogovima. 

## Utjecaj Hermetizma na umjetnost
O utjecaju hermetizma na umjetnost spomenut ćemo samo neke pojedinosti.
Botticellijeva Primavera, nastala 1377-78, sadrži neoplatonističko hermetičko obilježje, kao i Dürerova Melancolia iz 1514. godine.
Zanimljivo je ovdje spomenuti mozaik katedrale iz Siene, koji sadrži citat iz Asklepija, Giovanni da Stefano koji je svoje umjetničko djelo stvorio 1488. godine, ne unosi poganske elemente u katoličko zdanje, jer je samatrano da se Bog objavio kroz radove Hermesa Trismegistosa. Nadalje, na oslikanim svodovima crkve u Zupthenu iz 1495., također je prikazan Hermes Trsimegistos. Još jedan njegov prikaz je slika Luca Horfeia na stupu Vatikanske biblioteke.